# Récepteurs ASIC
Pour les articles homonymes, voir ASIC.
Le rôle fonctionnel des récepteurs ASIC (Acid-sensing ion channel) dans le système nerveux périphérique est lié à la nociception, la perception du goût amer et la modulation de la transmission synaptique.

## Définition
Ils sont présents sur la plupart des neurones.
À ce jour six protéines de la famille ASIC ont été identifiées qui proviennent de l'expression de  quatre gènes: ASIC1, ASIC2, ASIC3 et ASIC4. ASIC1a, 1b et 2a, 2b sont des variants d'épissage. 
La structure cristalline de ASIC1a de poulet a été résolue en 2007.

## Mode d'action
Les récepteurs ASIC sont des canaux cationiques activés par les protons extracellulaires, et donc, sont des senseurs du PH ambiant, activés en cas d'acidité du milieu. 
Une toxine de serpent (MitTx) peut activer directement les canaux ASIC et causer de la douleur chez la souris.
Ce récepteur semble jouer un rôle délétère dans la viabilité de la cellule musculaire cardiaque après une ischémie transitoire.

## Intérêt
Les récepteurs ASIC sont des cibles potentielles de médicaments pour le traitement d'une grande variété de conditions liées à la fois au système nerveux central et au système nerveux périphérique avec un intérêt particulier dans le champ de la douleur et de l'anxiété.
L'amiloride est un inhibiteur de ces récepteurs.